# Lucretia Lombard
Pour plus de détails, voir Fiche technique et Distribution.
Lucretia Lombard est un film muet américain réalisé par Jack Conway et sorti en 1923.

## Synopsis
Triangle amoureux où un homme, qui est déjà fiancé, en pince pour une autre femme.

## Fiche technique
- Réalisation : Jack Conway
- Scénario : Sada Cowan, Bertram Millhauser, d'après un roman de Kathleen Norris
- Production : Harry Rapf pour Warner Bros
- Durée : 70 minutes
- Date de sortie : États-Unis : 8 décembre 1923

## Distribution
- Irene Rich : Lucretia Morgan
- Monte Blue : Stephen Winship
- Marc McDermott : Sir Allen Lombard
- Norma Shearer : Mimi Winship
- Alec B. Francis : Juge Winship
- John Roche : Fred Winship
- Lucy Beaumont : Mrs Winship
- Otto Hoffman : Sandy
- Florence Lawrence